# Hoofdkamer van de Heilige Geest
De Rederijkerskamer van de Heilige Geest in Brugge werd gesticht in de eerste decennia van de vijftiende eeuw. In 1954 werd de naam door een toneelvereniging weer opgenomen.

## Geschiedenis
Witte Donderdag 1428 werd in een 17de-eeuws gedicht vermeld als de stichtingsdatum van de Rederijkerskamer van de Heilige Geest in Brugge. Dit was een noemenswaardig feit in de Nederlandse literatuurgeschiedenis, aangezien het om een van de oudste rederijkerskamers (zo niet de oudste) ging in de Nederlanden. Nochtans hebben opzoekingen in de twintigste en eenentwintigste eeuw geconcludeerd dat de stichting in 1428 niet zeker is. In de schaarse vijftiende-eeuwse bronnen wordt pas in 1442 voor het eerst over het gezelschap van de Heilige Geest gesproken, wat iets later, maar dan toch nog behoorlijk vroeg is. In de achttiende eeuw schreef Jan Pieter van Male dat er al vroeger dan 1428 een 'rederijkerskamer' in Brugge bestond, onder de naam Het Penséken.
De veertiende en vijftiende eeuwen waren perioden van conflicten tussen de vorst en de belangrijkste steden, zowel in Vlaanderen als in Brabant. Vanaf de ordonnantie uitgevaardigd door Filips de Stoute in 1395 was de aanstelling van de stadsbestuurders onderhevig aan de goedkeuring van de vorst. Voortaan stuurde hij een commissaris die de jaarlijkse vernieuwing van de magistraat leidde en hierbij maar weinig autonomie meer overliet aan de plaatselijke bestuurders. De sinds 1304 geldende verdeelsleutel voor de schepenzetels (negen voor de ambachten, vier voor de poorters) werd weldra niet meer nageleefd. De zes hoofdmannen, één per stadswijk, werden rechtstreeks door de hertog aangeduid. Zij waren verantwoordelijk voor de ordehandhaving en stonden aan het hoofd van de stedelijke militie.
In de veertiende eeuw herinnert men zich als Brugse evenementen onder meer de Brugse Metten, de Guldensporenslag, de Slag bij Pevelenberg als voornaamste gevechten tegen de koning en tegen de graaf. In de vijftiende eeuw, na een eerste opstandigheid tegen Jan zonder Vrees, barstte de krachtmeting herhaaldelijk los, onder meer tijdens de Brugse Opstand van 1436-1438 tegen Filips de Goede en de opstand van 1488 tegen Maximiliaan van Oostenrijk.
Het is tijdens die periode dat de rederijkerskamers tot stand kwamen. Voor de Brugse 'Heilige Geest' is men bij gebrek aan originele documenten, aangewezen op de stadsrekeningen. Het genootschap komt in 1442 er voor het eerst in voor toen het een stadstoelage ontving voor toneelopvoeringen op de Burg. De vereniging was toen duidelijk al goed op dreef want ze organiseerde een soort 'landjuweel', waaraan verschillende gezelschappen, onder meer uit Damme, Gent, Dendermonde, Mechelen en Ieper deelnamen. Dus was 1428 als begindatum toch niet zo onwaarschijnlijk.

## De stichtende leden
De beschikbare documenten geven aan dat er steeds dertien leden het bestuur vormden van de 'Heilige Geest' (een 'proost' of hoofdman en twaalf 'apostels') en dit vanaf de stichting. Hierna volgen de namen van de als stichters aangeduide Bruggelingen, zoals ze voor het eerst voorkomen in een document uit 1640, afschrift van vroegere, verdwenen documenten.
- Jan van Hulst is steeds aanzien als de stichter en eerste 'proost' van de rederijkerskamer. In de jaren 1390 leidde hij al een groepje toneelspelers. In 1397 nam de groep deel aan de Heilig Bloedprocessie, waarin hij de twaalf apostelen en de vier evangelisten uitbeeldde. Van Hulst kwam ook voor in het Gruuthusehandschrift als auteur van verschillende gedichten waarin zijn naam onder vorm van een acrostichon voorkwam. Het is niet absoluut zeker, maar toch waarschijnlijk, dat het in deze verschillende gevallen om dezelfde persoon ging, met name de makelaar Jan Van Hulst.
- Jan de Roovere was zeer waarschijnlijk de Jan de Roovere die, zoals verschillende naamgenoten, tot het ambacht van de vleeshouwers behoorde. Een Jan de Roover kwam voor als lid van de Broederschap van Onze-Lieve-Vrouw van Hulsterloo (1426) en als forestier van de Witte Beer (1454).
- Jacob Bardevoet was raadslid van Brugge in 1410, lid en deken van het ambacht van de paternostermakers (1397-1420). Hij was niet de enige Jacob Bardevoet in die tijd, maar wel de meest waarschijnlijke als rederijker.
- Lodewijk Halyncbrood behoorde tot het bestuur van de Brugse beeldenkamers (1432-1436) en was een schilder die behoorde tot de school van Jan van Eyck. Hij week in 1439 uit naar Valencia, waar hij succesvol was als schilder en er in 1463 overleed.
- Pierkin van Bouchoute wordt geïdentificeerd als degene die lid was van de Broederschap van de Gouden Boom. Er waren echter wel verschillende Pieter van Bouchoutes, zowel in het scheerdersambacht als in dat van de makelaars en hosteliers.
- Anthonis Goosin is te vereenzelvigen met degene die lid was van de Sint-Jorisgilde (1437) en tot de leiders behoorde van de opstand tegen Filips de Goede (1436-1438). Een gedicht met het acrostichon Gosens is bekend.
- Gillis of Egidius Honin behoorde tot de belangrijke familie van hosteliers en makelaars Honin. Gillis was lid van het bestuur van de makelaars en schepen van Brugge. Een gedicht met het acrostichon 'Gillis Onin' is bekend. Hij wordt geïdentificeerd als degene die bedoeld werd als de overleden vriend in het gedicht Egidius waer bestu bleven.
- Joris Jooris was lid van het bestuur van het scheerdersambacht (1431 en 1435) en van het bestuur van de lakenhalle (1436).
- De vijf overige leden, over wie niet direct identificatiegegevens werden gevonden, heetten: Joos Prumboot, Bartholomeus Huys, Pier Worst, Willem Michiels, Jan Bork en ook nog de klerk Lossche Luyck.

## Door de eeuwen heen
De Kamer van de Heilige Geest was voorbehouden aan poorters van de stad Brugge, daar waar de 'Kamer van de Weerde Drie Santinnen' de vrijlaten (poorters van het Brugse Vrije) groepeerde. Het gevolg was dat de eerste in een stadsgebouw vergaderde, de Poortersloge en de tweede in het gebouw van het Brugse Vrije, het Loove. De Kamer van de Heilige Geest was weldra een 'Hoofdcamere', die andere kamers erkende en hun activiteiten al dan niet goedkeurde. 
De Kamer, steeds bestuurd door dertien bestuursleden ('de Derthiene') telde in de loop van de eeuwen verschillende leidende functies.

### Prince van Ere
Onder hen:
- 1533: Nicolaas Colve
- 1661: Jacques Gheernaert, oud-burgemeester van de heerlijkheid Tillegem en stichter van de Rederijkerskamer van het Heilig Kruis.
- 1674: Ludovicus Lootins
- 1699: Christoffel Cardinael

### Proost
- 1523: Cornelis Breydel
- 1530: Jacob Lauwers
- 1532: Jan Cauwelier
- 1539: Jan van Oost
- 1640: Jacques Labus
- 1684: Lieven van Vyve
- 1670: Adriaan Blomme
- 1677: Cornelis Kelderman
- 1697: Reinier de Graeve (voortaan ook deken)
- 1708: Jan Pieter van Male (1681-1735), geestelijk proost
- 1737: Engelbert Pennaert
- 1750: Robert van den Hecke
- ca. 1770: Charles Lauwereyns de Roosendaele de Diepenheede
- ca. 1790: Karel-Aeneas de Croeser

### Hoofdman
De leiding berustte vanaf 1661 bij de hoofdman, verkozen voor het leven:
- 1661: Hendrik Anchemant († 1669), burgemeester van de schepenen
- 1670: Frans Anchemant († 1679)
- 1679: Jan Frans Hans
- 1683: Frans van den Hende
- 1698: Ignace vanden Sompele
- 1743: Jan de la Coste († 1771)
- 1771: Ignace Pardo (†1792)

De rederijkers waren, vooral in de vijftiende en zestiende eeuw, naast dichters, ook toneelspelers. Ze speelden zowel toneelstukken die ze elders vonden als eigen creaties, door leden van de Kamer geschreven. Het spelen, vaak in de openlucht, gaf regelmatig aanleiding tot wedstrijden of 'landjuwelen' tussen rederijkerskamers van een aantal steden.

### Leden
Onder de vele rederijkers die gedichten en toneelstukken produceerden, zijn er enkele grote Brugse namen bekend, zoals die van: 
- Anthonis de Roovere (1420-1482),
- Cornelis Everaert (1480-1556)
- Eduard de Dene (1505-1576),
- de uit het Brugse Vrije afkomstige beroemde voorganger, Jacob van Maerlant (1234-1300), 'vader der Dietsche dichtren algader'.

De rederijkers overleefden niet zonder kleerscheuren aan de strijd tussen katholieken en hervormden. In 1628 wilde de 'Heilige Geest' zijn tweehonderdste verjaardag vieren. Bij die gelegenheid wilde ze een landjuweel organiseren en nodigde hierop alle rederijkerskamers uit. Vanwege het wantrouwen tegenover sommige kamers die een rol hadden gespeeld in de reformatie, werd het feest door de overheid verboden.
De voornaamste activiteit van de leden, vooral in de zeventiende en achttiende eeuwen, bestond in het schrijven van gedichten, vaak als antwoord op prijsvragen met  uitgekozen thema's, die van religieuze, historische of zelfs politieke aard konden zijn. Bij 'mandaatkaert' of 'bevelkaert' werden de leden hiertoe opgeroepen. Binnen de kamer werden 'kunstgriffiers' of 'kunstrechters' aangesteld die de ingediende werken beoordeelden en prijzen toekenden. De ledenvergaderingen werden besteed aan het voorlezen van de ingediende werken.
Onder de leden bevonden zich toen:
- Petrus Alleweireldt (1739-1800), handelaar en vervoerder.
- Bernardus Bricx (1762-1816), drukker.
- Franciscus Canneel (1767-1842), vishandelaar.
- Petrus Chaves d'Aguillar (1749-1809), onderwijzer.
- Josephus Coolman (1737-1812), metselaar.
- Bernard Debaillie (1748-1806), Lichterveldenaar.
- Joannes de Bouvery (1769-1810), tingieter.
- Joannes Dethieu (1748-1805), zoutzieder.
- Carolus Goddyn (1745-1813), meester-metselaar.
- Joannes Macqué (1747-1826), drukker.
- Joannes Quicke (1744-1803), schoenmaker.
- Jan Staffyn (1763-1826), meester-kleermaker.
- Alexander van de Poele (1758-1804), goudsmid.
- Sebastiaan Verbrugge (1761-1830), schoenmaker.

### Einde
De rederijkerskamers bleven actief tot in het begin van de negentiende eeuw, ook onder het Frans bewind, dat nochtans weinig steun verleende aan de volkstaal. De 'Kamer van de Heilige Geest' doofde stilaan uit, net zoals de Rederijkerskamer van de 'Weerde Drie Santinnen'. In 1806 was er nog een laatste activiteit van de 'Heilige Geest' die bestond in het uitschrijven van een poëziewedstrijd. Maar toen waren de rederijkersactiviteiten al grotendeels overgenomen door de dynamische Rederijkerskamer van het Heilig Kruis of 'Kunst en Eendracht', meest bekend onder de naam 'Rhetorica', terwijl de 'Aloude Hoofdcamere' verdween. 
De archieven van de Heilige Geestkamer berustten bij de laatste proost die tevens burgemeester van Brugge was, Karel-Aeneas de Croeser. Na zijn overlijden in 1829 werd alles wat nog aan documenten van de Kamer in zijn bezit was, door zijn erfgenamen overgemaakt aan andere voormalige leden. Door schenkingen of aankopen is een noemenswaardig deel hiervan in het stadsarchief van Brugge terecht gekomen.

## Heroprichting
Binnen de in 1887 opgerichte Gilde der Ambachten werd in 1897 een toneelkring opgericht onder de naam Kunst na Arbeid en met als kenspreuk In Vreugd en Deugd. Deze kring voerde op 19 december 1897 het drama Godefried en Roeland op, gevolgd door de klucht Het lot van duist frank. Leo Van Heede was de eerste voorzitter van de toneelkring en Firmin de Thibault de Boesinghe de eerste erevoorzitter.
De tweede voorzitter werd in 1900 advocaat Aimé Vander Moere. Hij werd in 1904 opgevolgd door Robert Coppieters 't Wallant.
Het amateurtoneel was voor de Eerste Wereldoorlog bloeiend, met niet minder dan tien gezelschappen in Brugge. 'Kunst na Arbeid' bekleedde hierin een voorname plaats. Jaarlijks voerde ze verschillende werken op en had het voordeel in de lokalen van de 'Gilde' in de Oude Burg over een eigen zaal te beschikken.
Tijdens de Eerste Wereldoorlog namen verschillende leden van de Brugse toneelgroep deel aan de activiteiten van het Vlaamsch Fronttoneel onder de leiding van Jan Oscar De Gruyter, en kwamen met nieuwe ervaringen naar Brugge terug. Onder hen: Omer Laloo, Hendrik Laloo en Désiré Walleyn. 
In 1919 werd het toneelstuk Godelieve van Gistel opgevoerd, geschreven door Eugeen Van Oye. Twee 'premières' waren te melden: voor het eerst traden vrouwen mee op en voor het eerst werden aan een auteur auteursrechten uitbetaald. Voortaan was de toneelkring een afdeling van de Katholieke Werkliedenbond (KWB). In 1920 werd Omer Laloo voorzitter.
In 1928 dongen vijftien toneelmaatschappijen mee in de provinciale toneelwedstrijd en behaalde Kunst na Arbeid de eerste prijs. De vereniging voerde voortaan regelmatig, naast ernstige of leutige toneelstukken, ook operettes op.
Nadat het gezelschap tijdens de Tweede Wereldoorlog werkloos bleef, voerde het in de winter van 1944-45 vier toneelwerken op. Er werden ook openluchtvoorstellingen gehouden: in 1945 'Het geding van Ons Heer' in het Begijnhof en in 1946 'Philippina van Vlaanderen' op de binnenkoer van de Hallen. In 1948 werd de vernieuwde 'Volksschouwburg' ingehuldigd, die, tot aan zijn verdwijning in 1975, de thuisbasis van het gezelschap was.
De in 1951 overleden voorzitter Omer Laloo werd opgevolgd door Achiel Van den Berghe.
Op 17 oktober 1954 besliste de Gentse Soevereine Rederijkerskamer De Fonteine de Brugse Kunst na Arbeid te erkennen als de voortzetting  van de Aloude Hoofdcamere vander Rhetorycken van den Heylichen Gheest. In 1967 kreeg deze rederijkerskamer de titel  Koninklijke Maatschappij.
De hoofdmannen waren:
- 1954: Joseph Michielsens
- 1962: Gaston De Pourcq
- 1964: Albert Dobbelaere
- 1979: André Van den Bussche (Brugge, 29 oktober 1930 - 21 december 2019)
- 1990: Boudewijn Van Vlaenderen
- 2000: Johan Willems
- 2004: Diederik Van Maele (1 juni 1953 - 21 mei 2013)
- 2008: Peter De Becker.

De Prince van Ere:
- 1954: senator Gerard Neels
- 1968: staatssecretaris Marcel Vandewiele
- 1990: burgemeester Patrick Moenaert
- 2015: schepen Hilde De Cleer.

Naast de hoofdactiviteit van toneelspelen, organiseerde de Kamer tentoonstellingen en voordrachten. De vereniging nam ook deel aan talrijke stoeten, processies en andere gekostumeerde activiteiten.

## Toneel
De voornaamste activiteit van de Kamer was het toneel. Sinds de stichting in 1897 werden minstens 320 verschillende werken opgevoerd. Dit gebeurde jaar na jaar, met onderbrekingen tijdens de twee wereldoorlogen.
Als regisseurs traden op: Felix Bouùaert, Karel Hanssens, Omer Laloo, Wim Verleen, Albert Dobbelaere, Remi Van Duyn, André Van den Bussche, William De Becker, Remi Tanghe, Rita Lommée, Peter De Becker, Lieve De Vriese & Nadia Decock, Dirk Deckers, Henri Bouillon, Jürgen De Witte, Jacques Goetmaecker, Hans De Witte & Sofie Van Eeckhoutte,  
Toneelwerk werd opgevoerd, geschreven door:
- baron Philippe Kervyn de Volkaersbeke (Patria),
- Eugeen van Oye (Godelieve van Gistel),
- Hendrik Conscience (Baas Gansendonck),
- William Shakespeare (De koopman van Venetië, Een midzomernachts' droom, De getemde feeks),
- Paul De Mont (Het geding van ons Heer),
- Fernand Etienne (Paulus, Het Hemelhofken),
- Ladislas Fodor (De derde dag),
- Pieter Langendijk (Het wederzijds huelijksbedrog),
- Molière (De Vrek, Tartuffe),
- Giovacchino Forzano ('t Was de wind),
- Pierre Barillet en Jean-Pierre Grédy (Cactusbloem),
- Agatha Christie (De Muizenval),
- Walter Van den Broeck (Au bouillon belge),
- René Swartenbroeckx (De lege cel),
- Werner Van Branteghem (B&B Stille Rust),
- Peter De Becker (Een èrte voa Brugge, Me zien ip zoek, Brugsche legendes, e bitje anders bekeken, Den burgemeester in gevoar, Brugsche Zotten en de télétietmasjiene, Brugsche filosofen ip café, Den Biebel ip zun Brugsch, Brugsche Sprookjes, Un Brugsche Western),
- Hugo Claus (Moratorium),
- Edward Albee (Alles voor de tuin),
- Richard Nash (De regenmaker),
- Bart Moeyaert (Ongelikt),
- Hilde Vleugels (Normale zot gezocht),
- Claude Magnien & Peter De Becker (Oscar),
- Herman Dahlberg (De Droommoordenaar),
- Raymond Vivey & Jean Valmy (Ik ben er, ik blijf er).

Onder de acteurs zijn te vermelden: Omer Laloo, Karel Laloo, Désiré Walleyn, Joseph Michielsens, Raf Hoenraet, Gaston De Pourcq, Albert Dobbelaere, Elie Neels, Fabienne Neels, Rita Lommée, Tony Willems, Jaak Vissenaken, Guido Depraetere, Etienne Mommerency, Ben Maelbrancke, Raymond Willems, William De Becker, Marie-Claire Hautekiet, Boudewijn van Vlaenderen, Peter De Becker.